# KARA BEST CLIPS
KARA BEST CLIPS은 2011년 2월 23일 일본에 발매된 카라의 뮤직비디오 모음집이다.

## 특징
DVD 'KARA BEST CLIPS'에는 일본 데뷔곡 미스터 점핑 한국어, 일본어 버전과, 루팡을 비롯한 대표곡들의 비디오 클립 등 총 8곡이 수록돼 있다.

## 성과
- 발매 첫주 만에 13만 2천 장이 팔리며 오리콘 DVD 종합부문 1위에 올랐다.[1]
- 해외 여성 아티스트가 DVD 종합부문 1위를 차지한 것은 지난 1999년 DVD 랭킹 집계를 시작한 이래 처음. (DVD는 음반만 집계하는 음악차트와 모든 종류의 DVD를 함께 발표하는 종합차트가 있다.)
- 해외 아티스트로 종합부문 1위에 오른 것은 비틀스, 레드 제플린, 동방신기, JYJ, 마이클 잭슨에 이어 오리콘 역사상 6번째다.
- 발매 첫주 판매량 13만 2천 장을 기록한 것은 지난 2000년 11월 쿠라키 마이의 DVD 'FIRST CUT'이 기록한 9만 9천 장 기록을 10년 3개월 만에 깬 것이다.
- 카라의 이번 기록은 라이브를 포함해 여성가수의 비디오 클립 DVD 발매 첫주 최고 판매량이다.
- 발매 2주차에도 DVD 종합/음악 차트에서 1위에 올랐다.[2][3]
- 남성을 포함하여 해외 아티스트의 음악 작품이 2 주 연속 종합 차트 1위를 획득한 것은 1999년 오리콘 랭킹이 시작된 이후 처음이다.
- 2011년 오리콘 DVD 연간 5위에 랭크되었다. 여성 가수로서는 AKB48에 이어 두 번째로 높은 순위이다.

## 트랙 리스트
« 뮤직비디오 «
1. Rock U (한국어)
2. Pretty Girl (한국어)
3. Honey (한국어)
4. Wanna (한국어)
5. Lupin (한국어)
6. 미스터 (ミスター) (일본어)
7. Jumpin' (ジャンピン) (일본어)
8. Jumping (한국어)

« 보너스 트랙 »
1. Umbrella (SBS 인기가요 2010.2.28)
2. Burn (SBS 인기가요 2010.11.21)
3. Lupin dust ver (SBS가요 제전 2010.12.29)

« 한정판 특전 «
"KARA의 리아루가루즈 (リアルガールズトーク) 인터뷰"

멤버들이 뮤직비디오를 되돌아 보면서, 추억을 회생하며 이야기하는 생생 인터뷰!

## 차트
| 차트                 | 차트순위 |
| -------------------- | -------- |
| 오리콘 주간 DVD 차트 | 1        |
| 오리콘 연간 DVD 차트 | 4        |

## 판매량 인증
| 차트                            | 총계                |
| ------------------------------- | ------------------- |
| 오리콘 피지컬 판매량            | 289,376+            |
| 일본 레코드 협회 실제 출하 인증 | 플래티넘 (250,000+) |